# Chaunax stigmaeus
Chaunax stigmaeus är en fiskart som beskrevs av Fowler, 1946. Chaunax stigmaeus ingår i släktet Chaunax och familjen Chaunacidae. Inga underarter finns listade i Catalogue of Life.